# Hannah (Dakota del Norte)
Hannah es una ciudad ubicada en el condado de Cavalier en el estado estadounidense de Dakota del Norte. En el censo de 2010 tenía una población de 15 habitantes y una densidad poblacional de 30,97 personas por km².

## Geografía
Hannah se encuentra ubicada en las coordenadas 48°58′23″N 98°41′25″O / 48.97306, -98.69028. Según la Oficina del Censo de los Estados Unidos, Hannah tiene una superficie total de 0.48 km², de la cual 0.48 km² corresponden a tierra firme y (0%) 0 km² es agua.

## Demografía
Según el censo de 2010, había 15 personas residiendo en Hannah. La densidad de población era de 30,97 hab./km². De los 15 habitantes, Hannah estaba compuesto por el 100% blancos, el 0% eran afroamericanos, el 0% eran amerindios, el 0% eran asiáticos, el 0% eran isleños del Pacífico, el 0% eran de otras razas y el 0% pertenecían a dos o más razas. Del total de la población el 0% eran hispanos o latinos de cualquier raza.